# Seeste
Seeste ist die größte von neun Bauerschaften der Gemeinde Westerkappeln und somit Teil des Tecklenburger Landes in Nordrhein-Westfalen.

## Lage
Seeste gehörte zum ehemaligen preußisch-westfälischen Landkreis Tecklenburg, seit 1975 zum Kreis Steinfurt, Nordrhein-Westfalen. Das Gebiet der Bauerschaft Seeste beginnt ca. 2 km nördlich der Ortschaft Westerkappeln in der Düsterdieker Niederung und endet 8 km weiter im Norden – zugleich an der Landesgrenze zum Bundesland Niedersachsen und der Gemeindegrenze zu den niedersächsischen Nachbarorten Bramsche und Neuenkirchen (Landkreis Osnabrück).
Im Südosten grenzt Seeste an das Dorf Halen, das zur westfälischen Nachbargemeinde Lotte gehört. Im Westen und Süden geht Seeste in die ebenfalls zur Gemeinde Westerkappeln gehörigen Bauerschaften Westerbeck und Osterbeck über.
Seeste ist wirtschaftlich durch Landwirtschaft, Handwerk und Dienstleistung geprägt. Viele Bewohner fahren zur Arbeit oder Ausbildung in die nahegelegene Großstadt Osnabrück in dessen Einzugsbereich es liegt.

## Der Ort
Heute wohnen in Seeste etwa 800 Personen. Es handelt sich bei der Siedlungsform um eine alte westfälische Bauerschaft im ursprünglichen Sinn. Seeste zeichnet sich weder durch einen geschlossenen Dorfkern aus, noch verfügt es über ein heute für viele Dörfer typisches Neubaugebiet, das das Aussehen der Dörfer verändert. Die Bauernhöfe und ein oft dazugehöriges Heuerhaus in Fachwerkbauweise (auch Kotten genannt) siedeln sich teils verstreut in Einzellagen, mehrheitlich jedoch im Verbund von mehreren Gehöften an. Sie verteilen sich in der Hauptsache rund um den Seester Esch (Plaggenesch), ein erhöht liegendes, gewachsenes Ackergebiet, in der Mitte der Bauerschaft gelegen.
Seeste gliedert sich auf in Oberseeste und Niederseeste mit jeweils weiteren Unterteilungen, gekennzeichnet durch Flurnamen wie Telgte, Buchholz, Wallenbrock, Roter Berg, Oberdorf, Niederdorf, Schachsel und andere.

### Geschichte
Erstmals schriftliche Erwähnung findet Seeste bereits im Jahr 1249 als „Villa Segeste“. In der Zeit von ca. 1757 bis 1953 besaßen die Ortsteile Oberseeste im Süden und Niederseeste im Norden jeweils eine eigene Schule. 1952 wurde eine neue gemeinsame 2–3 klassige Volksschule Seeste ungefähr in der geographischen Mitte der Bauerschaft gebaut; sie existierte von 1952 bis 1974 und beherbergte bis 2015 einen privaten Kindergarten. In der Regel besuchen die Seester Kinder heute die Kindergärten und die Grund-, Gesamt- und Realschule in Westerkappeln, Gymnasien in den nahegelegenen Orten Mettingen oder Tecklenburg. Alle drei ehemaligen Seester Schulgebäude existieren noch, sie wurden zu Wohnhäusern umgebaut.
Noch bis in die Zeit der deutschen Wiedervereinigung existierten in Seeste übrigens keinerlei Straßenbezeichnungen. Die Hausnummern waren seit alters her entsprechend dem Zeitpunkt der früheren historischen Ansiedlung chronologisch vergeben (Seeste Nr. 1 bis ca. Nr. 100). Selbst für Einheimische war es so manchmal schwierig, Adressen zu finden oder eindeutige Wegbeschreibungen zu liefern; für Kurierdienste oder Navigationssysteme wäre die Orientierung fast unmöglich gewesen. Daher wurden Anfang der neunziger Jahre erstmals Straßennamen, angelehnt an überlieferte alte Flurbezeichnungen, und neue Hausnummern in Seeste eingeführt.

## Verkehr
Die Mitte des Ortes wird von der Bramscher Straße, der Landesstraße L 584, durchquert, die als Hauptverkehrsader Seestes die Orte Westerkappeln und Bramsche verbindet. Bei Staus auf der nahegelegenen Bundesautobahn 1 (A 1) wird sie gern als Ausweichstrecke benutzt.
Im benachbarten Halen befindet sich ein Personenbahnhof, von dem die Nordwestbahn nach Osnabrück, Oldenburg, Wilhelmshaven oder Bremen verkehrt.
Die Nordgrenze der Bauerschaft – zugleich die Landesgrenze – markiert in etwa der Mittellandkanal.

## Sehenswertes und Tourismus
Die abwechslungsreiche Seester Natur bietet Möglichkeiten für Erholung, Freizeit, Baden, Reiten, Fahrradfahren, Wandern und Segelfliegen oder Modellflug. Ein christliches Freizeitheim (Seeste60) und verschiedene Ferienwohnungen auf dem Bauernhof bieten idyllische Urlaubsquartiere.
In der Ufernähe des Mittellandkanals befindet sich der Campingplatz Seeste, der naturnahe Übernachtung erlaubt. Am Kanalufer sollte hier 2004 im Rahmen der „Regionale“ ein Flussbalkon – eine Art Aussichtsterrasse – entstehen, allerdings fehlten dafür bislang die finanziellen Mittel.

### Flugplatz Achmer
Der nordöstlich an Seeste anschließende Flugplatz Achmer und das daran angrenzende Truppenübungsgelände liegen zum Teil noch auf Seester Gebiet. Dieser Segelflugplatz und das militärische Gelände befinden sich auf dem Terrain eines ehemaligen Fliegerhorstes der deutschen Luftwaffe aus dem Zweiten Weltkrieg. Der Truppenübungsplatz wurde seit langer Zeit von Einheiten des Britischen Heeres aus Osnabrück und Gütersloh genutzt. Trotz des Abzugs der Engländer aus Osnabrück im Jahr 2009 wird das Trainingsgelände noch weiterhin von britischen Soldaten militärisch genutzt. Südlich der Segelfliegerlandebahn, ausschließlich auf Seester Gebiet, liegt ein Modellflugplatz.

### Naturschutzgebiet Düsterdieker Niederung
Der Süden der Bauerschaft umfasst den Hauptteil des Vogelschutzgebietes „Düsterdieker Niederung“, des größten Feuchtwiesen-Schutzgebietes in Nordrhein-Westfalen. Hier lassen sich seltene Vogelarten wie zum Beispiel Graureiher, Großer Brachvogel, Kiebitze oder Störche beobachten.

### Seester Sloopsteine
Zu den ältesten Funden in Seeste zählt ein mittlerweile zerstörtes Megalith-Hünengrab aus der Zeit um 4000 v. Chr. (Großsteingrab Westerkappeln), dort fand man auch die so genannte „Seester Vase“, ein Tongefäß aus jener Epoche. Westlich des Waldgebietes Schachsel entdeckte man im Jahr 1966 historische Fundstellen, die auf ein 18 ha großes Siedlungsgelände aus der mittleren Steinzeit, bestehend aus ungefähr elf Wohnhütten, hinweisen.

## Vereine
Neben dem traditionsreichen Schützenverein und dem Sängerverein existiert seit 1968 ein Freizeit-Fußballverein, der SV Seeste 68, der in der Stadtliga Ibbenbüren spielt.
Im Jahr 1988 hat sich ein Frauenchor gebildet.
Im November 2006 hat sich aus einer Bürgerinitiative der Seester Radwegverein gegründet, der sich zum Ziel gesetzt hatte, entlang der Landesstraße L 584 einen Fahrradweg zu bauen. Dieser sollte Westerkappeln mit dem bestehenden Radweg am Flugplatz Achmer an der Landesgrenze verbinden. Im November 2009 wurde dieses Ziel nach genau drei Jahren erreicht und der neue Fahrradweg ist auf ganzer Länge fertiggestellt.